# Emmerich Arleth
Emmerich Arleth (geb. 14. August 1900 in Wien; gest. 11. November 1965 ebenda) war ein österreichischer Schauspieler und Interpret von Wienerliedern.

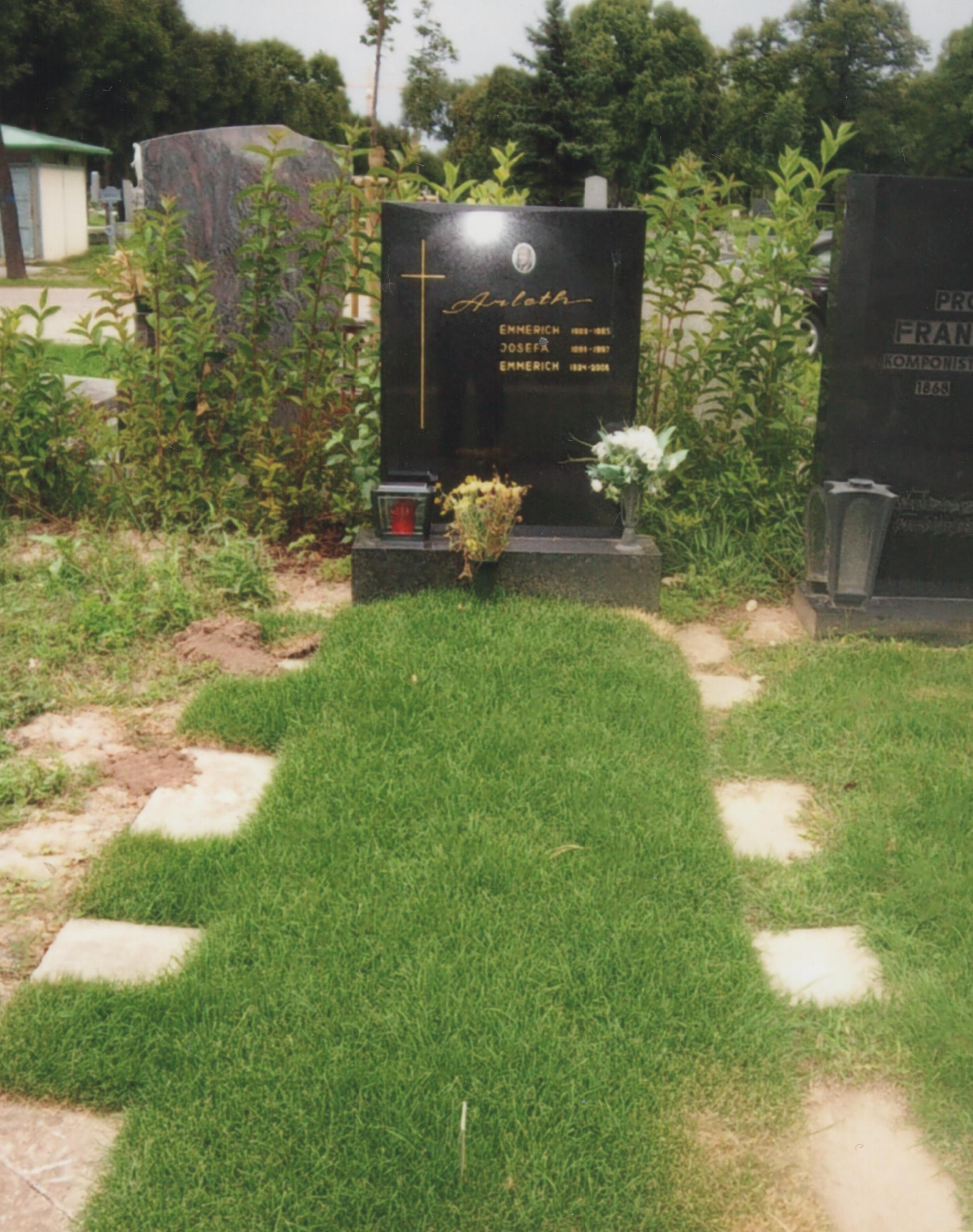
Grabstätte von Emmerich Arleth

## Leben
Nach dem Besuch einer Schauspielschule trat er ab 1927 als Komiker in Varietés, Kabaretts und auf Operettenbühnen auf, außerdem war er im Rundfunk zu hören. In Wien war er von 1939 bis 1941 an der Revuebühne Femina und ab 1953 am Raimundtheater zu sehen. Von 1934 bis 1938 und ab 1945 war er in der Gewerkschaft tätig, unter anderem als Präsident der Sektion Kunst und freie Berufe. 1959 gründete er das Sozialwerk für österreichische Artisten.
Sein besonderes Interesse galt der Interpretation des Wienerliedes, er war Ehrenpräsident des Vereines Das Wienerlied.
Arleth starb am 11. November 1965 im Alter von 65 Jahren und wurde in einem Ehrengrab am Wiener Zentralfriedhof (Ehrenhain Kulturschaffender Gruppe 40, Nummer 19) bestattet.
An seinem Wohnhaus in der Hebragasse 1 im 9. Wiener Gemeindebezirk ist eine Gedenktafel angebracht, welche am 5. November 1967 enthüllt wurde. Nach ihm wurde 1972 die Arlethgasse im 19. Wiener Gemeindebezirk Döbling benannt.

## Auszeichnungen
- 1960: Goldenes Ehrenzeichen der Republik Österreich[1]

## Filmografie
- 1947: Die vertauschten Ehemänner (Wer küßt wen?)
- 1948: Der prämierte Leberfleck
- 1952: Wienerinnen
- 1953: Tingeltangel (Praterherzen)
- 1953: Girardi
- 1954: Wiener Herzen (Der Komödiant von Wien)
- 1955: Geheimnis einer Ärztin